# 侯敞
侯敞（前3世纪？—前196年），秦末汉初人物，陈豨部下。
汉高帝十一年冬，陈豨反汉，以侯敞为丞相。侯敞率一万余人游动袭击，王黄率骑兵一千余人屯军曲逆，张春率一万余士卒渡过黄河进攻聊城；汉朝将军郭蒙与齐国将军迎击，大破陈豨军。灌婴和靳歙率领梁、赵、齐、燕、楚车骑，在曲逆下击败侯敞，破之，斩杀侯敞及特将五人。